# Політичні партії Польщі
Політичні партії Польщі — список партій та інших політичних угруповань, які діють у Польщі (та тих, які об'єднували поляків на землях Речі Посполитої в часи поділів, а також тих, які працювали в еміграції в добу Польської Народної Республіки).

## Нині зареєстровані партії
Нижченаведений список взято, головним чином, з переліку політичних партій, опублікованого Державною виборчою комісією (ДВК) і складеного на основі відомостей з Обліку політичних партій, який веде Варшавський окружний суд. Причини відхилень від переліку ДВК пояснюються відповідними виносками.

### Партії, представлені в Сеймі, Сенаті та Європейському Парламенті
Цифри в дужках показують мандати, здобуті після виборів до даної палати, коли вони відрізняються від поточного стану представництва.

Жирним шрифтом позначено партії, які нині при владі (входять до правлячої коаліції).
| Назва                              | Скорочення | Логотип | Партія                                          | Лідер                   | Сейм      | Сенат   | ЄП      | Ідеологія                                                                             | Дати заснування та реєстрації       | № в Обліку політичних партій |
| ---------------------------------- | ---------- | ------- | ----------------------------------------------- | ----------------------- | --------- | ------- | ------- | ------------------------------------------------------------------------------------- | ----------------------------------- | ---------------------------- |
| Право і Справедливість             | ПіС        |         | [Архівовано 23 березня 2022 у Wayback Machine.] | Ярослав Качинський      | 218 (217) | 59 (52) | 15 (18) | націонал-консерватизм, солідаризм, євроскептицизм                                     | 29 травня 2001 13 червня 2001       | 124                          |
| Громадянська платформа             | ГП         |         | [Архівовано 19 квітня 2010 у Wayback Machine.]  | Гжегож Схетина          | 137 (138) | 29 (33) | 18 (19) | християнська демократія, соціал-лібералізм, консервативний лібералізм                 | 24 січня 2001 5 березня 2002        | 131                          |
| Польська селянська партія          | ПСП        |         | [Архівовано 27 червня 2020 у Wayback Machine.]  | Владислав Косіняк-Камиш | 14 (16)   | 1       | 4       | аграризм, християнська демократія, центризм                                           | 5 травня 1990 7 січня 1998          | 34                           |
| Новочесна                          | .N         |         | [Архівовано 10 вересня 2018 у Wayback Machine.] | Катерина Любнауер       | 14 (28)   | 0       | 0       | лібералізм, центризм, пан'європеїзм                                                   | 31 травня 2015 25 серпня 2015       | 362                          |
| Угода Ярослава Говіна              |            |         | [Архівовано 8 січня 2019 у Wayback Machine.]    | Ярослав Говін           | 12 (8)    | 5 (6)   | 0       | консервативний лібералізм, християнська демократія                                    | 4 листопада 2017 22 червня 2018     | 333                          |
| «Солідарна Польща»                 | SP         |         |                                                 | Збіґнєв Зьобро          | 7 (9)     | 2       | 0       | солідаризм, націонал-консерватизм, євроскептицизм                                     | 24 березня 2012 1 червня 2012       | 319                          |
| Вільні і Солідарні                 | WiS        |         | [Архівовано 29 вересня 2019 у Wayback Machine.] | Корнель Моравецький     | 5 (0)     | 0       | 0       | солідаризм                                                                            | 18 травня 2016 18 листопада 2016    | 366                          |
| Унія європейських демократів       | UED        |         | [Архівовано 30 червня 2017 у Wayback Machine.]  | Ельжбета Бінчицька      | 3 (0)     | 0       | 0       | центризм, пан'європеїзм, соціал-лібералізм                                            | 12 листопада 2016 29грудня 2016     | 12                           |
| Унія реальної політики             | UPR        |         | [Архівовано 11 грудня 2018 у Wayback Machine.]  | Бартош Юзьвяк           | 3 (2)     | 0       | 0       | консервативний лібералізм, націонал-консерватизм, націонал-лібералізм, євроскептицизм | 14 листопада 1987 6 листопада 1998  | 23                           |
| Вольносць                          | Вольносць  |         | [Архівовано 27 березня 2019 у Wayback Machine.] | Януш Корвін-Мікке       | 2 (0)     | 0       | 2 (0)   | консервативний лібералізм, євроскептицизм, регіоналізм                                | 22 січня 2015 23 червня 2015        | 343                          |
| Республіканська партія             | PR         |         | [Архівовано 24 січня 2019 у Wayback Machine.]   | Анна Сярковська         | 2 (0)     | 0       | 0       | консервативний лібералізм, республіканізм, євроскептицизм                             | 20 вересня 2017 2018                | ?                            |
| Правиця Речі Посполитої            | Правиця    |         | [Архівовано 21 лютого 2020 у Wayback Machine.]  | Кшиштоф Кавенцький      | 1         | 0       | 1       | націонал-консерватизм, націонал-католицизм                                            | 19 квітня 2007 6 червня 2007        | 266                          |
| Регіональна. Меншість із більшістю | RMW        |         | [Архівовано 4 січня 2012 у Wayback Machine.]    | Ришард Галла            | 1 (0)     | 0       | 0       | регіоналізм, християнська демократія, центризм                                        | 10 серпня 2017 6 лютого 2018        | 375                          |
| «Рух народовий»                    | RN         |         | [Архівовано 22 квітня 2016 у Wayback Machine.]  | Роберт Вінницький       | 1 (5)     | 0       | 0       | націонал-консерватизм, євроскептицизм, націонал-католицизм, націоналізм               | 10грудня 2014 28 лютого 2018        | 371                          |
| Біло-червоні                       | BC         |         |                                                 | Александра Поплавська   | 0         | 1       | 0       | соціал-лібералізм, соціал-демократія                                                  | 29 червня 2015 25 серпня 2015       | 358                          |
| Союз демократичних лівих сил       | СДЛС       |         | [Архівовано 3 липня 2014 у Wayback Machine.]    | Влодзімеж Чажастий      | 0         | 0       | 3 (4)   | соціал-демократія, соціал-лібералізм                                                  | 15 квітня 1999 17 травня 1999       | 87                           |
| Конгрес нових правих               | KNP        |         | [Архівовано 22 січня 2019 у Wayback Machine.]   | Станіслав Жултек        | 0 (1)     | 0       | 2 (4)   | консервативний лібералізм, євроскептицизм, регіоналізм                                | 9 października 2010 25 березня 2011 | 307                          |
| Робітничий союз                    | UP         |         | [Архівовано 18 червня 2020 у Wayback Machine.]  | Вальдемар Вітковський   | 0         | 0       | 1       | соціал-демократія                                                                     | 7 червня 1992 21 січня 1998         | 62                           |

### Інші партії
| Назва                                           | Скорочення         | Логотип | Партія                                            | Лідер                                                | Ідеологія                                                                                       | Дати заснування та реєстрації   | № в Обліку політичних партій |
| ----------------------------------------------- | ------------------ | ------- | ------------------------------------------------- | ---------------------------------------------------- | ----------------------------------------------------------------------------------------------- | ------------------------------- | ---------------------------- |
| Акція обманутих пенсіонерів                     | AZER               |         |                                                   | Войцех Корновський                                   | солідаризм, соціал-демократія                                                                   | 1 серпня 2018                   | 384                          |
| Активні самоврядники                            | AS                 |         |                                                   | Зигмунт Ворса                                        |                                                                                                 | 27 квітня 2018                  | 381                          |
| Християнська Демократія Третьої Речі Посполитої | ChDRP              |         |                                                   | Лех Валенса                                          | християнська демократія                                                                         | вересень 1997 12 травня 2004    | 176                          |
| Пряма демократія                                | DB                 |         | [Архівовано 6 грудня 2018 у Wayback Machine.]     | Адам Котуха                                          | пряма демократія                                                                                | 24 березня 2012 17 серпня 2012  | 322                          |
| Європа вільних вітчизн — Польська партія        | EWO-PP             |         | [Архівовано 5 травня 2016 у Wayback Machine.]     | Ян Щепанкевич                                        | консерватизм, націонал-лібералізм                                                               | 25 травня 2008 12 лютого 2009   | 293                          |
| Гідне життя                                     | GŻ                 |         |                                                   |                                                      | пряма демократія, патріотизм                                                                    | 2015 21 січня 2016              | 363                          |
| II Польська Республіка                          | II RP              |         |                                                   | Ян Збігнєв Потоцький                                 | консерватизм                                                                                    | 2017 24 січня 2018              | 243                          |
| Феміністична ініціатива                         | IF                 |         | [Архівовано 8 березня 2020 у Wayback Machine.]    | Ельжбета Яхлевська, Катажина Кондзеля, Івона Пьонтек | фемінізм, соціал-демократія, соціал-лібералізм                                                  | 11 січня 2007                   | 259                          |
| Громадянська ініціатива                         | IO                 |         | [Архівовано 23 грудня 2018 у Wayback Machine.]    | Адам Моравець                                        |                                                                                                 | 2017 13 липня 2018              | 382                          |
| Один-ПЛ                                         | 1-PL               |         |                                                   | Влодзімеж Зидорчак                                   | пряма демократія, лібералізм, пан'європеїзм                                                     | 2015 7 серпня 2017              | 372                          |
| Люблю Польщу                                    | KP                 |         |                                                   | Моніка Готлібовська                                  | соціал-лібералізм, соціал-демократія, фемінізм                                                  | 29 червня 2018                  | 386                          |
| Комуністична партія Польщі                      | KPP                |         | [Архівовано 21 листопада 2018 у Wayback Machine.] | Кшиштоф Швей                                         | марксизм-ленінізм, інтернаціоналізм, егалітаризм                                                | липень 2002 9 жовтня 2002       | 152                          |
| Конфедерація незалежної Польщі                  | KPN                |         |                                                   | Владислав Боровець                                   | неосанація                                                                                      | 1 вересня 1979 29 травня 2007   | 261                          |
| Національна партія пенсіонерів                  | KPEiR              |         | [Архівовано 1 квітня 2019 у Wayback Machine.]     | Томаш Мамінський                                     | соціал-демократія, солідаризм                                                                   | 5 червня 1994 10 жовтня 1994    | 49                           |
| Краща Польща                                    | LP                 |         | [Архівовано 13 вересня 2017 у Wayback Machine.]   | Цезарій Стахонь                                      | права природи, солідаризм                                                                       | 9 серпня 2010                   | 302                          |
| Національна ліга                                | LN                 |         |                                                   | Збігнєв Липинський                                   | національна демократія, консерватизм, націонал-лібералізм                                       | січень 2007 12 січня 2017       | 331                          |
| Ліга захисту суверенітету                       | LOS                |         | [Архівовано 21 грудня 2018 у Wayback Machine.]    | Войцех Под'яцький                                    | націонал-католицизм, національна демократія, євроскептицизм, антиглобалізм, солідаризм          | 3 травня 2002 26 вересня 2002   | 148                          |
| Ліга польських родин                            | LPR                |         | [Архівовано 19 травня 2009 у Wayback Machine.]    | Вітольд Балажак                                      | націонал-консерватизм, національна демократія, християнська демократія                          | 21 квітня 2001 30 травня 2001   | 53                           |
| Перша ліга самоврядування                       | LSP                |         |                                                   | Ришард Зьобро                                        |                                                                                                 | 27 лютого 2018                  | 374                          |
| Національне відродження Польщі                  | NOP                |         | [Архівовано 15 грудня 2018 у Wayback Machine.]    | Адам Гмурчик                                         | націоналізм, націонал-радикалізм, терцеризм, антиглобалізм                                      | 10 листопада 1981 10 січня 1998 | 58                           |
| Нормальна країна                                | NK                 |         | [Архівовано 22 листопада 2018 у Wayback Machine.] | Веслав Левицький                                     | консервативний лібералізм, антикомунізм                                                         | січень 2015 30 квітня 2015      | 346                          |
| Захист польської нації                          | ONP                |         |                                                   | Тадеуш Мазанек                                       | націонал-католицизм, націоналізм, націонал-консерватизм, євроскептицизм                         | 29 листопада 2006               | 257                          |
| Організація польської нації — Польська ліга     | ONP-LP             |         |                                                   | Ян Качмарчик                                         | консерватизм, націонал-католицизм                                                               | 15 червня 2000 7 лютого 2005    | 213                          |
| Селянська партія                                | PCh                |         | [Архівовано 20 вересня 2020 у Wayback Machine.]   | Кшиштоф Філіпек                                      | аграризм, євроскептицизм                                                                        | 2017 3 квітня 2018              | 370                          |
| Партія «Разом»                                  | Razem              |         | [Архівовано 21 грудня 2018 у Wayback Machine.]    |                                                      | соціал-демократія, демократичний соціалізм                                                      | 17 травня 2015 21 липня 2015    | 353                          |
| Партія розвитку                                 | PR                 |         |                                                   | Арнольд Буздиган                                     |                                                                                                 | 2004 27 липня 2011              | 310                          |
| Партія свободи                                  | PW                 |         |                                                   | Анна Карбовська                                      | консервативний лібералізм                                                                       | 6 липня 2015                    | 355                          |
| Партія зелених                                  | Zieloni            |         | [Архівовано 21 грудня 2018 у Wayback Machine.]    | Марек Коссаковський, Малгожата Трач                  | зелена політика, фемінізм, пацифізм                                                             | 6 вересня 2003 23 лютого 2004   | 182                          |
| П'яст — Єдність думки європейських націй        | Piast-JMEN         |         | [Архівовано 21 грудня 2018 у Wayback Machine.]    | Евгеніуш Мацеєвський                                 | аграризм, консерватизм                                                                          | 31 липня 2015                   | 351                          |
| Польські ліві                                   | PL                 |         | [Архівовано 21 грудня 2018 у Wayback Machine.]    | Яцек Здроєвський                                     | соціал-демократія                                                                               | 5 січня 2008 8 лютого 2008      | 279                          |
| Польська партія піратів                         | P3                 |         | [Архівовано 22 грудня 2018 у Wayback Machine.]    | Міхал Дидич                                          | рідка демократія                                                                                | 2006 21 січня 2013              | 328                          |
| Польська соціалістична партія                   | PPS                |         | [Архівовано 27 грудня 2018 у Wayback Machine.]    | Богуслав Горський                                    | демократичний соціалізм                                                                         | 28 жовтня 1990 5 січня 1998     | 4                            |
| Патріотична Польща                              | Polska P.          |         |                                                   | Павел Земінський                                     | націонал-католицизм, консерватизм, солідаризм, євроскептицизм, антисіонізм                      | 19 лютого 2010                  | 296                          |
| Польська національна спільнота                  | PWN                |         | [Архівовано 21 грудня 2018 у Wayback Machine.]    | Болеслав Тейковський                                 | націоналізм, антиглобалізм, панславізм                                                          | 12 грудня 1990                  | 48                           |
| Польський монархістський рух                    | PRM                |         | [Архівовано 8 грудня 2018 у Wayback Machine.]     | Лешек Вежховський                                    | монархізм                                                                                       | 22 квітня 2005                  | 229                          |
| Польська демократична партія                    | PSD                |         |                                                   | Анджей Крупенич                                      | християнська демократія                                                                         | 18 травня 2013 13 червня 2013   | 330                          |
| Польська угода                                  | PP                 |         |                                                   | Ян Лопушанський                                      | націонал-консерватизм, євроскептицизм                                                           | 23 квітня 1999 14 грудня 1999   | 90                           |
| Підприємницька Польська Республіка              | Przedsiębiorcza RP |         |                                                   | Роберт Кшемінський                                   |                                                                                                 | 11 лютого 2015                  | 341                          |
| Народно-національний альянс                     | PLN                |         |                                                   | Анджей Турек                                         | націонал-католицизм, аграризм, євроскептицизм                                                   | 2001                            | 113                          |
| Рух 11 листопада                                | Ruch 11/11         |         | [Архівовано 24 січня 2019 у Wayback Machine.]     | Міхал Фалек                                          | національна демократія, націонал-лібералізм, антикомунізм, християнська правиця, антикатолицизм | 11 листопада 2017 9 лютого 2018 | 383                          |
| Католицько-національний рух                     | RKN                |         |                                                   | Малгожата Романович                                  | націонал-католицизм, євроскептицизм                                                             | 14 грудня 1997 16 червня 1998   | 76                           |
| Рух економічного відродження ім. Едварда Герека | ROG                |         | [Архівовано 21 грудня 2018 у Wayback Machine.]    | Павел Божик                                          | демократичний соціалізм                                                                         | 17 грудня 2004 14 березня 2005  | 219                          |
| Рух суспільної справедливості                   | RSS                |         | [Архівовано 23 вересня 2018 у Wayback Machine.]   | Пйотр Іконович                                       | демократичний соціалізм                                                                         | 2 травня 2014 5 вересня 2014    | 336                          |
| Самооборона                                     |                    |         | [Архівовано 27 жовтня 2019 у Wayback Machine.]    | Лех Куропатвинський                                  | лівий націоналізм, християнський соціалізм, аграризм, соціал-демократія, соціал-лібералізм      | 28 січня 2010                   | 298                          |
| Самооборона «Відродження»                       | SO                 |         |                                                   |                                                      | аграризм, націонал-католицизм                                                                   | 2012 10 січня 2013              | 321                          |
| Польська соціал-демократія                      | SDPL               |         | [Архівовано 22 вересня 2020 у Wayback Machine.]   | Войцех Філемонович                                   | соціал-демократія                                                                               | 26 березня 2004 19 квітня 2004  | 191                          |
| Демократична партія                             | SD                 |         | [Архівовано 25 грудня 2018 у Wayback Machine.]    | Павел Піскорський                                    | центризм, соціал-лібералізм                                                                     | 15 квітня 1939 30 серпня 1990   | 2                            |
| Народна партія «Вотчина» РП                     | „Ojcowizna” RP     |         | [Архівовано 21 грудня 2018 у Wayback Machine.]    | Казимеж Хожемпа                                      | аграризм, націонал-консерватизм                                                                 | 30 квітня 2013                  | 327                          |
| Національна партія                              | SN                 |         |                                                   | Лешек Бубель                                         | націоналізм, консерватизм, панславізм, антиглобалізм, корпоратизм                               | 21 червня 2004                  | 203                          |
| Національна партія ім. Дмовського Романа        | SND                |         | [Архівовано 21 грудня 2018 у Wayback Machine.]    | Людвік Васяк                                         | національна демократія, націоналізм                                                             | 13 квітня 2005                  | 215                          |
| Патріотична партія Польщі та діаспори           | SPPiP              |         |                                                   | Зенон Міллер                                         |                                                                                                 | 9 серпня 2011                   | 315                          |
| Партія «П'яст»                                  | „Piast”            |         |                                                   | Здзіслав Подканський                                 | християнська демократія, аграризм                                                               | 15 жовтня 2007                  | 277                          |
| Польська партія «Національний інтерес»          | SPRS               |         | [Архівовано 22 вересня 2017 у Wayback Machine.]   | Юзеф Курецький                                       | націонал-католицизм, солідаризм                                                                 | 26 липня 2005                   | 234                          |
| Партія праці                                    | SP                 |         | [Архівовано 29 листопада 2018 у Wayback Machine.] | Збігнєв Вжесинський                                  | християнська демократія                                                                         | 2000 7 вересня 2004             | 196                          |
| Сілезька регіональна партія                     | ŚPR                |         | [Архівовано 26 грудня 2018 у Wayback Machine.]    | Марек Новара                                         | регіоналізм, центризм                                                                           | 21 червня 2017 12 квітня 2018   | 379                          |
| «Шьльонзокі Разем»                              | ŚR                 |         | [Архівовано 27 жовтня 2020 у Wayback Machine.]    | Леон Свачина                                         | регіоналізм                                                                                     | 2017 25 травня 2018             | 376                          |
| Твій рух                                        | TR                 |         | [Архівовано 5 квітня 2019 у Wayback Machine.]     | Януш Палікот                                         | соціал-лібералізм, антиклерикалізм, пан'європеїзм                                               | 6 жовтня 2013 15 листопада 2013 | 313                          |
| Унія польських монархістських угруповань        | UPUM               |         | [Архівовано 2 лютого 2017 у Wayback Machine.]     | Александер Подольський                               | монархізм, консервативний лібералізм                                                            | 2 липня 2002                    | 136                          |
| Свобода і рівність                              | WiR                |         | [Архівовано 21 грудня 2018 у Wayback Machine.]    | Пйотр Мусял                                          | соціал-демократія                                                                               | 20 березня 2005 15 червня 2005  | 227                          |
| Спільнота                                       |                    |         | [Архівовано 13 жовтня 2020 у Wayback Machine.]    | Анджей Ануш                                          | солідаризм                                                                                      | 8 липня 2014                    | 335                          |
| Об'єднання християнських родин                  | ZChR               |         | [Архівовано 23 березня 2019 у Wayback Machine.]   | Богуслав Рогальський                                 | націонал-консерватизм                                                                           | 10 липня 2015                   | 359                          |
| Слов'янський союз                               | ZS                 |         | [Архівовано 20 травня 2013 у Wayback Machine.]    | Влодзімеж Ринковський                                | неославізм, аграризм                                                                            | 3 серпня 2006                   | 253                          |

## Історичні партії

### Деякі колишні партії та угруповання III Речі Посполитої
- Республіканська Ліга

### Деякі партії та угруповання II Речі Посполитої
- Агудас Ісраель (Союз Ізраїля)
- Білоруська селянсько-робітнича громада
- Бунд (єврейська робітнича партія)
- Селянська радикальна партія
- Християнсько-національна аграрна партія
- Фолкспартай (Єврейська народна партія)
- Фронт національної єдності
- Комуністична партія Польщі (КПП; раніше — Комуністична робітнича партія Польщі, КРПП)
- Поалей-Ціон Ліві
- Поалей-Ціон Праві
- Стронніцтво Людове (SL)
- Українська Католицька Народна Партія (УКНП)
- Українська радикальна партія
- Революційна українська партія (РУП)
- Українське селянсько-робітниче соціалістичне об'єднання (Сельроб)
- Українське національно-демократичне об'єднання (УНДО)
- Волинське Українське об'єднання (ВУО)

### Деякі партії та угруповання доби бездержавності
- Агудас Ісраель (Союз Ізраїля)
- Бунд (єврейська робітнича партія)
- Варшавський центральний національний комітет (CKN)
- Поалей-Ціон (єврейська партія)
- Подоляки
- Польська соціалістична партія (PPS)
- Польська партія соціалістична — революційна фракція (PPS-FR)
- Польська партія соціалістична — лівиця (PPS-Lewica)
- Польська партія соціалістична — опозиція (PPS-Opozycja)
- Польська соіалістична партія — Пролетаріат (III Пролетаріат)
- Польська соціал-демократична партія Галичини i Сілезії (PPSD)
- Соціал-демократія Королівства Польського і Литви (SDKPiL); раніше — Соціал-демократія Королівства Польського (SDKP)

## Коаліції

### Деякі коаліції III Речі Посполитої
- Союз демократичних лівих сил (SLD)
- Союз демократичних лівих сил — Унія праці (SLD-UP)
- Свобода і рівність (UL)
- Унія правих сил Речі Посполитої (UPR)
- Свобода і успішні (W-S)
- Свобода Рівність Демократія (WRD)
- Виборча католицька акція (WAK)
- Об'єднані ліві (ZL)
- Об'єднані праві (ZP)

### Коаліції у ПНР
- Демократичний блок
- Фронт єдності нації (FJN; раніше — Національний фронт)
- Патріотичний рух національного відродження (PRON)

### Коаліції у II Речі Посполитій
- Безпартійний блок співпраці з урядом (BBWR)
- Блок національних меншин (BMN)
- Християнський союз національної єдності (Chjena)
- Національний виборчий комітет демократичних партій (NKWSD)
- Табір Великої Польщі (OWP)
- Лянцкоронський пакт
- Центролев (Centrolew)

### Коаліції в часи поділеної Польщі
- Національний комітет Польщі (KNP)
- Міжпартійний політичний гурток (MPK)
- Головний національний комітет (NKN)